# Cirrophorus americanus
Cirrophorus americanus är en ringmaskart som beskrevs av Strelzov 1973. Cirrophorus americanus ingår i släktet Cirrophorus och familjen Paraonidae.
Artens utbredningsområde är Mexikanska golfen. Inga underarter finns listade i Catalogue of Life.